# 吉井善嗣
吉井善嗣（よしい よしつぐ、1968年〈昭和43年〉2月26日 - ）は、日本の政治家。奈良県野迫川村の村長。祖父は野迫川第15〜17代村長の吉井善太郎。

## 来歴
奈良県野迫川村出身。1986年奈良県立吉野高等学校卒業。1988年日本大学脳獣医学部（現:生物資源科学部）を中退。民間会社員を経て1991年から村職員。野迫川村建設課長、野迫川村産業課長などを務め、村長選出馬のため2022年3月退職。
2022年6月5日に行われ、一騎討ちとなった野迫川村長選で172票を獲得し、相手の元副村長である中本浩三の113票を破って、初当選した。
同年の6月20日に野迫川村役場に村長として初登庁した。

## 政治方針
2022年6月1日に選挙前の決意表明で地域包括ケアシステムの構築や高齢者支援に力を注ぐ方針を見せた。スローガンは「一緒につくりましょう 野迫川の未来を」。